# Кобац (авион)
Кобац (авион) је српски школско-борбени авион турбоелисним мотором који развија фабрика авиона Утва и Војнотехнички институт. Концепт авиона је настао из основе авиона Ласта уз значајно побољшање перформанси, носивости убојних средстава као и интеграције новог нападно-навигационог система и система за спашавање пилота.
Развој авиона „Кобац“ је представио српски министар одбране Драган Шутановац 2. априла 2012. године. Први лет прототипа је планиран за 2013. годину.

## Карактеристике (прототип)
- Посада: Два, пилот-ученик и инструктор
- Маса (празан): 1,325
- Маса (максимална): 1,700
- Погонска група: 1 × Pratt & Whitney Canada PT6A-62 турбопропелер, 857
- Максимална брзина: 555
- Крстарећа брзина: 500 km/h на 7,620
- Минимална брзина: 143
- Долет: 1,537
- Плафон: 11,580
- лимит: + 6.0 g до -3.0
- Брзина пењања: 20.8